# Alexander Ammitzbøll
Alexander Ballegaard Ammitzbøll (Stilling, 17 febbraio 1999) è un calciatore danese, attaccante dell'Aalesund.

## Caratteristiche tecniche
È un centravanti.

## Carriera

### Club
Inizia a giocare a calcio a sei anni con la squadra della sua città natale per poi passare allo Skanderborg nel 2011; prima di trasferirsi nel 2016 all'Aarhus sostiene un provino con il Milan, che tuttavia sceglie di non tesserarlo.
Nel 2017 viene promosso in prima squadra con cui debutta il 13 agosto in occasione dell'incontro di Superligaen pareggiato 0-0 contro l'Odense; al termine del mese rinnova il proprio contratto di ulteriori due stagioni; il 18 maggio 2019 realizza la sua prima rete, nel match perso 2-1 contro il Randers.
Il 7 marzo 2020 viene ceduto in prestito all'Haugesund fino al termine della stagione.

### Nazionale
Ha giocato nella nazionale danese Under-20.

## Statistiche
Statistiche aggiornate al 20 maggio 2021.

### Presenze e reti nei club
| Stagione        | Squadra         | Campionato      | Campionato | Campionato | Coppe nazionali | Coppe nazionali | Coppe nazionali | Coppe continentali | Coppe continentali | Coppe continentali | Altre coppe | Altre coppe | Altre coppe | Totale | Totale | Totale |
| Stagione        | Squadra         | Comp            | Pres       | Reti       | Comp            | Pres            | Reti            | Comp               | Pres               | Reti               | Comp        | Pres        | Reti        | Pres   | Reti   |        |
| --------------- | --------------- | --------------- | ---------- | ---------- | --------------- | --------------- | --------------- | ------------------ | ------------------ | ------------------ | ----------- | ----------- | ----------- | ------ | ------ | ------ |
| 2017-2018       | Aarhus          | SL              | 1          | 0          | CD              | 0               | 0               |                    | -                  | -                  |             | -           | -           | 1      | 0      |        |
| 2018-2019       | Aarhus          | SL              | 9          | 3          | CD              | 0               | 0               |                    | -                  | -                  |             | -           | -           | 9      | 3      |        |
| 2019-2020       | Aarhus          | SL              | 3          | 0          | CD              | 0               | 0               |                    | -                  | -                  |             | -           | -           | 3      | 0      |        |
| 2020            | Haugesund       | ES              | 27         | 4          |                 | -               | -               |                    | -                  | -                  |             | -           | -           | 27     | 4      |        |
| 2020-2021       | Aarhus          | SL              | 12         | 1          | CD              | 2               | 0               |                    | -                  | -                  |             | -           | -           | 14     | 1      |        |
| Totale carriera | Totale carriera | Totale carriera | 52         | 8          |                 | 2               | 0               |                    | 0                  | 0                  |             | -           | -           | 54     | 8      |        |